# Alfons Hilka
Alfons Hilka (* 30. Juli 1877 in Walzen, Provinz Schlesien; † 21. Juni 1939 in Göttingen) war ein deutscher Romanist, Textherausgeber und Erzählforscher auf den Gebieten der Altfranzösischen und Mittellateinischen Literatur.

## Leben und Werk
Hilka studierte in Breslau romanische, englische und klassische Philologie, vergleichende Sprachwissenschaft und Sanskrit. Er promovierte 1902 mit einer Arbeit über Die direkte Rede als stilistisches Kunstmittel in den Romanen des Chrestien de Troyes und war dann als Oberlehrer tätig (1903–1918). Er habilitierte sich 1912 mit der Edition von Li Romanz d’Athis et Prophilias (L’Estoire d’Athenes) (Dresden 1912, 1916), vertrat 1914/15 das Ordinariat für Romanische Philologie in Bonn und wurde 1918 ordentlicher Professor in Greifswald, 1921 in Göttingen. Seit 1925 war er ordentliches Mitglied der Akademie der Wissenschaften zu Göttingen. Hilka bemühte sich um eine umfassende Bestandsaufnahme mittellateinischer Dichtung und publizierte zahlreiche reich kommentierte Ausgaben vor allem motivgeschichtlich wichtiger Texte.
Hilka war Alter Herr des Akademisch-Neuphilologischen Vereins Breslau, seit 1911 Neuphilologische Verbindung Breslau im WCV.

## Veröffentlichungen
Ein Verzeichnis seiner Schriften findet sich bei Richard Baum und Hans Helmut Christmann in: Romanistisches Jahrbuch. Band 18, 1967, S. 56 f.
- Beiträge zur lateinischen Erzählungsliteratur des Mittelalters. Weidmann, Berlin 1928. Digitalisierte Ausgabe der Universitäts- und Landesbibliothek Düsseldorf.
- Der Percevalroman (= Christian von Troyes sämtliche Werke. Band 5). Halle an der Saale 1932.
- Zur Geschichte eines lateinischen Teufelsspruchs. Vandenhoeck & Ruprecht, Göttingen 1934. Digitalisierte Ausgabe der Universitäts- und Landesbibliothek Düsseldorf